# Logo

Logo Wikipedii

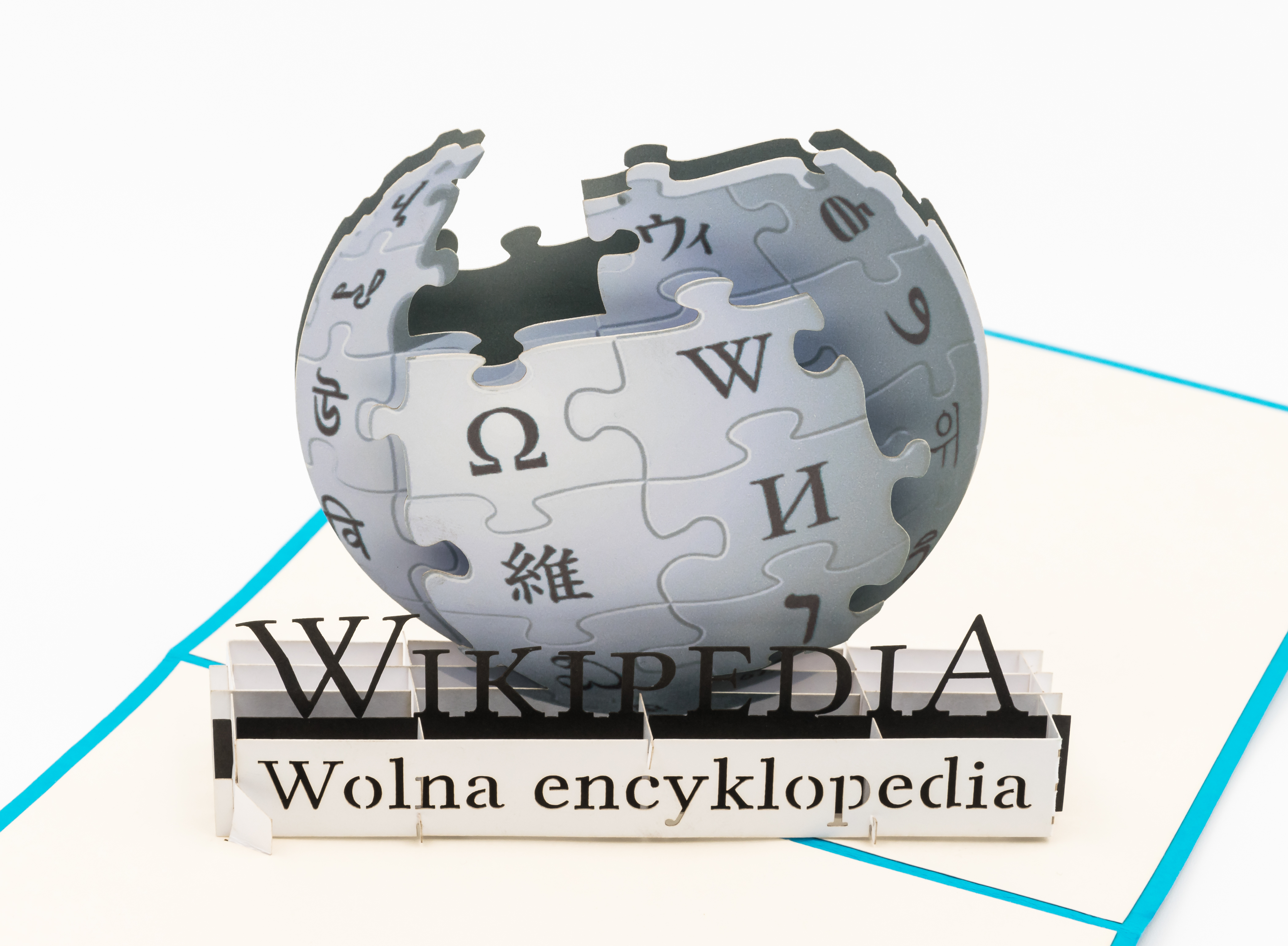
Logo polskiej Wikipedii w formie książeczki pop-up

Logo (skr. od logogram lub logotyp) – unikalna i charakterystyczna forma graficzna, stylizowany napis, symbol lub inna forma ekspresji graficznej służąca do identyfikacji marki, przedsiębiorstwa bądź organizacji. Logo występuje w trzech postaciach – znaku będącego symbolem albo sygnetem, logotypu bądź pełnego logo. Umieszcza się je na materiałach drukowanych, reklamach, artykułach piśmienniczych, budynkach i pojazdach.

## Cele
Logo służy przede wszystkim do identyfikacji konkretnego przedsiębiorstwa, organizacji bądź marki, więc głównym celem logo jest pomoc w odróżnieniu jednej marki od drugiej. Od zarania dziejów ludzie odczuwali potrzebę i chęć podkreślania swojej indywidualnej tożsamości i odróżniania się od innych. Główne cele stosowania logo przez przedsiębiorstwo, markę lub organizację:
- odróżnienie się od konkurencji, pokazanie swojej indywidualności
- pierwszy krok w budowaniu identyfikacji wizualnej
- nakierowanie toku myślowego odbiorcy na główne priorytety przedsiębiorstwa, marki, organizacji

Logo w każdym wypadku nawiązuje w jakiś sposób do firmy przedsiębiorstwa, marki bądź organizacji, którą ma identyfikować. Ważnym zaznaczenia jest fakt, że logo nie zawsze musi, a niektórych wypadkach nawet nie powinno, nawiązywać bezpośrednio do działalności podmiotu. Logo może symbolizować jakąś ideę jedynie swoim kształtem lub wywoływanym nastrojem (np. zawierać linie łagodne lub łamane, albo też zawierać kolorystykę jaskrawą lub stonowaną). Zawsze jednak powinno, choćby w mniej oczywisty sposób, podsumowywać wizerunek marki, podejście do odbiorcy, czy nawet jakość produktów.
Podczas projektowania logo nawiązać można w nim do wielu rzeczy – podejścia przedsiębiorstwa do danego tematu, jakości oferowanych usług lub produktów, nastawienie do odbiorcy lub samej nazwy – nie zawsze musi być to bezpośredni produkt lub działalność przedsiębiorstwa. Dobrym przykładem tej tezy będzie logo (a raczej znak graficzny, który występując samoistnie może być określony jako logo, zob. potoczne nazewnictwo) Apple, które nie odnosi się do tworzonych przez przedsiębiorstwo komputerów, a jest graficznym przedstawieniem nazwy.
Logo powinno u odbiorcy wywoływać odpowiednie, ściśle wybrane przez projektanta, skojarzenia oraz wzbudzać konkretny nastrój, a jeśli to możliwe, motywować również do pożądanej reakcji.
Według niektórych źródeł sama obecność logo w stosunku do jego braku może powodować postrzeganie wartości produktu jako wyższej.

## Projektowanie logo
Projektowanie logo to bardzo ważna dziedzina projektowania graficznego. Jest jedną z najtrudniejszych do nauki i doskonalenia. Logo jest formą ekspresji graficznej identyfikującą organizacje. W związku z tym, że logo projektowane są po to, żeby reprezentować przedsiębiorstwo, markę bądź organizacje nieczęstym zjawiskiem jest ich przeprojektowywanie. Jednakże w chwili zmiany priorytetów, podejścia czy działalności podmiotu, ponowne zaprojektowanie logo, a także identyfikacji wizualnej, jest wskazane.
Logo określa charakter i specyfikę działalności firmy poprzez znak, który z założenia nie ulegnie modowym trendom. Projektowanie logo opiera się na rozmowach oraz projektowaniu graficznemu, które ostatecznie określa jego formę, kształt i kolor. Projekty logo bardzo często przedstawia się w postaci makiet tzw. „mockupów”, które przedstawiają jego formę na przedmiotach codziennego użytku.
Zawód projektanta logo stale rośnie, pod względem osób go praktykujących od czasów powstania ruchu modernistycznego. Trzech głównych projektantów (lub studio projektowych) ze Stanów Zjednoczonych jest uważanych za pionierów dziedziny grafiki – projektowania logo, identyfikacji wizualnej – a także rozwoju modernizmu. Pierwszy z nich Chermayeff & Geismar, czyli studio projektowe odpowiedzialne za projekty logo dla Chase Bank (1964), Mobil Oil (1965), PBS (1984), NBC (1986), National Geographic (2003) i innych. Dzięki umiejętnościom Chermayeff & Geismar niektóre z logo przetrwały niezmiennie do dziś, inne zaś uległy tylko lekkim korektom. Kolejnym z pionierów projektowania identyfikacji wizualnej jest Paul Rand, który był jednym z twórców Szwajcarskiego Stylu w projektowaniu graficznym. Rand zaprojektował wiele sławnych kreacji graficznych między innymi dla IBM, UPS, a także ABC. Kolejnym z twórców nowej dziedziny grafiki był Saul Bass. Bass zaprojektował wiele sławnych logo dla przedsiębiorstw wywodzących się ze Stanów Zjednoczonych, między innymi są to projekt logo dla przedsiębiorstwa Bell (1969) i jego następcy AT&T (1983). Innymi ze znanych projektów Saula Bassa jest identyfikacja wizualna linii lotniczych Continental Airlines (1968), Dixie (1969) oraz United Way (1972). Ważną rolę w rozwoju dokumentacji związanej z projektowaniem logo było badanie nad francuskimi znakami towarowymi przeprowadzone przez historyka Edith Amiot i filozofa Jean Louis Azizollah.
W Polsce pionierem projektowania graficznego, a także rozwoju nowej dziedziny grafiki, projektowania logo, jest Karol Śliwka, który zaprojektował wiele znanych, używanych do dziś bez znacznych zmian, znaków graficznych i logo. Są to między innymi logo Grupy Adamed (1990) PKO BP (1969), Instytutu Matki i Dziecka czy Wydawnictwa Szkolnego i Pedagogicznego. 

## Typy logo
W literaturze można spotkać różne klasyfikacje symboli firmowych. G. Hardy w książce „Podręcznik projektantów logo” wyróżnia:
- logotyp
- glif
- monogram
- znaki graficzne
- postacie
- znaki abstrakcyjne i symboliczne
- emblemat

Logo NBC zaprojektowane przez Chermayeff & Geismar (mogło ulec małym zmianom kosmetycznym)
Projekt logo Mobil Oil – Chermayeff & Geismar
Logo ze sloganem I Love New York zaprojektowane w 1977 r. przez Miltona Glasera
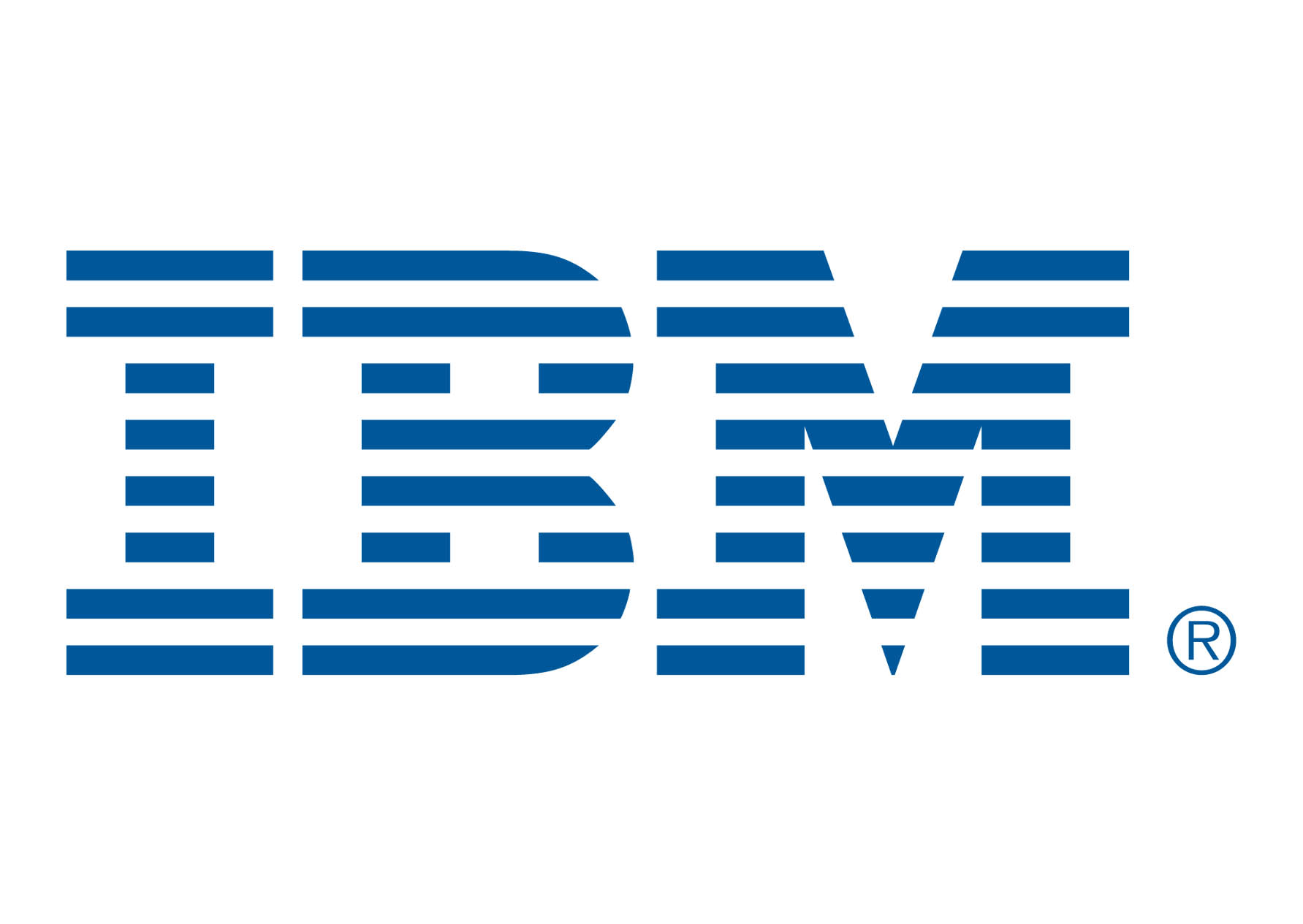
Logo IBM zaprojektowane przez Paula Randa

## Budowa logo

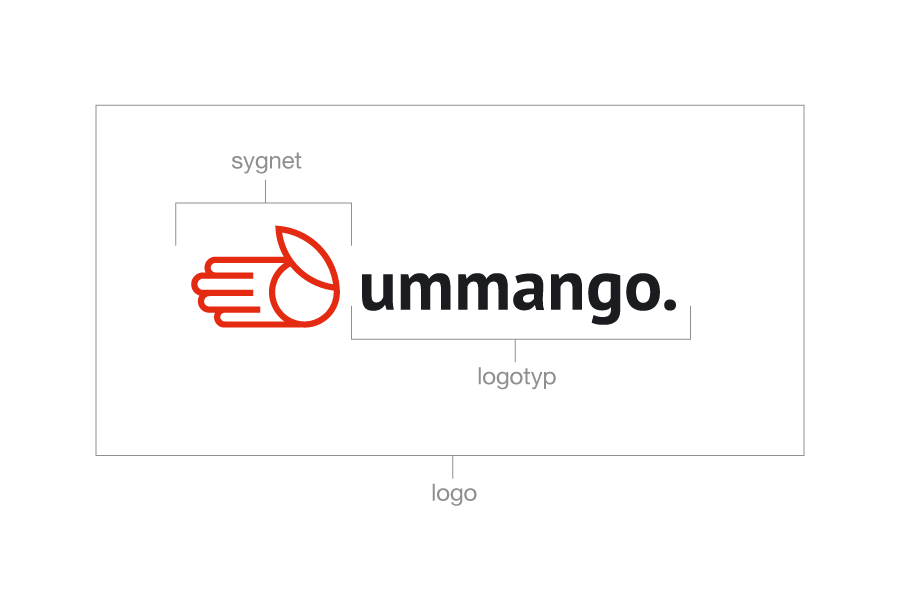
Podział – logo a logotyp

Typowe (pełne) logo składa się z: sygnetu, logotypu oraz w niektórych przypadkach z dodatkiem tagline. Pojedyncze elementy (sygnet, logotyp) mogą być nazwane logo.

## Potoczne nazewnictwo
Wyrazy „logo” i „logotyp” są często postrzegane jako synonimiczne. Jednak zgodnie z ujęciem specjalistycznym logotyp jest tekstową częścią logo, drugą podstawową częścią logo jest sygnet. Samoistnie występujący logotyp może być określany mianem logo, jednak zależność ta nie działa w obie strony; bowiem logo składające się ze znaku graficznego i stylizowanego zapisu nazwy marki nie może być nazwane logotypem.
„If logo once meant this same as logotype, it no longer does” (ang. „Jeżeli «wyraz» logo kiedykolwiek znaczył to samo, co «logotyp» – te czasy już minęły”)

## Rozpowszechnienie logo
Rozpowszechnienie wiąże się z możliwością wszechstronnego wykorzystania, jest więc ważnym aspektem, który trzeba brać pod uwagę przy ocenie projektów. Logo to podstawowy znak rozpoznawczy przedsiębiorstwa, który może być umieszczony na wielu środkach przekazu. Może znaleźć się w reklamach, na wizytówkach, papierze firmowym, na produktach, budynkach, znakach informacyjnych, na stronie internetowej lub jako jej ikona (favicon) itd. Przedsiębiorstwo powinno zadbać o to, by logo pojawiało się jak najczęściej na możliwie wielu nośnikach komunikacyjnych. Dlatego zaletą dobrego logo jest możliwość jego wykorzystania w różnych miejscach i w różnych rozmiarach. Cechą, która to umożliwia jest skalowalność, czyli możliwość zachowania czytelności logo niezależnie od rozmiaru.

## Rejestracja logo jako znaku towarowego
Rejestracja logo jako znaku towarowego jest jednym ze sposobów ochrony jego unikalności i prawa do wyłącznego używania w kontekście określonych produktów lub usług. Zarejestrowanie logo w urzędzie patentowym zapewnia jego właścicielowi wyłączne prawa do jego wykorzystania w obrocie gospodarczym, a także pozwala na przeciwdziałanie jego nieautoryzowanemu użyciu przez innych przedsiębiorców. W Unii Europejskiej proces rejestracji logo odbywa się przez Europejski Urząd ds. Własności Intelektualnej, który umożliwia zarejestrowanie znaku towarowego chronionego na terenie całej UE. Zgłoszenie można złożyć online, a proces obejmuje badanie formalne i merytoryczne wniosku. W Polsce rejestracja odbywa się w Urzędzie Patentowym Rzeczypospolitej Polskiej, gdzie po złożeniu wniosku i przeprowadzeniu badania formalnego i merytorycznego, zgłoszenie jest publikowane w Biuletynie Urzędu Patentowego, a po upływie okresu sprzeciwu, wydawana jest decyzja o rejestracji i świadectwo ochronne. Proces ten zazwyczaj trwa około 6 miesięcy. W większości krajów ochrona znaku towarowego jest ważna przez 10 lat od daty rozpoczęcia jego stosowania, a jej przedłużenie wymaga uiszczenia kolejnej opłaty.